# アイアン主婦グランプリ芸能人妻No.1決定戦
アイアン主婦グランプリ芸能人妻No.1決定戦（アイアンしゅふグランプリげいのうじんつまナンバーワンけっていせん）は、2002年に日曜夕方単発枠で放送され、2003年と2005年11月に東海テレビ発でフジテレビのカスペ!枠で放送されたバラエティ番組。

## 概要
女性芸能人が料理の腕前・家事の知識を、勝ち抜き形式で競う。

## 備考
2005年11月に放送された『アイアン主婦 グランプリ2〜芸能人妻のNo.1決定戦〜』の番組フォーマット（番組のスタイルや進行方法）は、フランスの制番組作会社エンデモールフランスと、イタリアのテレビ局RTIへ輸出された
。
また、2009年1月にアメリカ合衆国ラスベガスで開催された見本市でも出品された。
テレビ番組のフォーマットの輸出事業は、東海テレビにとって初めてのことである。